# Atentado em Barsalogho de 2024
O atentado em Barsalogho de 2024 ocorreu em 24 de agosto de 2024, quando um ataque terrorista perpetrado pelo Jama'at Nasr al-Islam wal Muslimin (JNIM), uma organização jihadista ligada ao Al-Qaeda, deixou centenas de soldados e cidadãos mortos no departamento de Barsalogho, em Burquina Fasso. O ataque fez parte de uma insurgência jihadista em curso naquele país e no Sahel.

## Antecedentes
Desde agosto de 2015, um conflito civil entre o Governo do Burquina Fasso e os rebeldes islâmicos matou pelo menos 10 mil civis e combatentes e deslocou mais de 2 milhões de pessoas. Quase metade do território do Burquina Fasso está nas mãos de militantes ligados ao Al-Qaeda. A guerra faz parte de uma insurgência mais ampla no Sahel.
Em agosto de 2024, os jihadistas começaram a aproximar-se do departamento de Barsalogho na cidade de Kaya, que representava a última linha defensiva entre os militantes e Uagadugu, a capital do país. Em antecipação a um ataque, as Forças Armadas do Burkina Faso recrutaram residentes próximos para construir trincheiras defensivas em torno da cidade de Barsalogho, cerca de 40 quilómetros a norte de Kaya, para defender o posto avançado.

## Atentado
No dia 24 de agosto de 2024, das 09h00 às 16h00, um grupo de militantes do JNIM abriu fogo contra soldados e cidadãos que cavavam as trincheiras. Várias dezenas de pessoas foram mortas, enquanto muitos feridos foram levados para um hospital em Kaya. A maioria das vítimas eram jovens residentes da cidade que ajudaram os soldados a cavar trincheiras. Autoridades locais e membros dos Voluntários para a Defesa da Pátria, um grupo civil armado que apoia os militares burquinenses, também estiveram entre as vítimas. Muitos soldados burquinenses desapareceram após o ataque. Os agressores capturaram várias armas e uma ambulância usada pelos militares burquinenses. Em 27 de agosto, fontes disseram à Reuters que o ataque provavelmente matou pelo menos 400 ou 500 pessoas. Os vídeos mostraram que muitos veículos militares estavam em chamas e que uma base militar foi danificada. Soldados, auxiliares e apoio aéreo burquinenses responderam ao ataque, supostamente matando vários militantes e desviando um ataque mais mortal.
Após o ataque, o JNIM divulgou vários vídeos mostrando diversas imagens violentas dos mortos. O líder do grupo, Iyad ag Ghaly, afirmou que assumiu o controle do quartel-general de uma milícia em Barsalogho. A Al Jazeera informou que as pessoas que morreram foram mortas nas trincheiras que estavam cavando, que, de acordo com o jornal, "se transformaram em valas comuns". Informou ainda que as ordens para os civis cavarem trincheiras militares pareciam ser um acto de desespero no meio dos avanços dos jihadistas.